# Josef Frank (Politiker, 1906)
Josef Frank (* 20. Juli 1906 in Frankenthal; † 6. August 1971 in Palafrugell, Spanien) war ein deutscher Politiker der SPD. Er wurde zum ersten Oberbürgermeister von Neunkirchen.

## Leben
Josef Frank wurde am 16. Oktober 1956 auf Vorschlag der SPD-Fraktion im Stadtrat von Neunkirchen zum hauptamtlichen Bürgermeister gewählt, womit seine 10-jährige Amtszeit begann. Zu seinen Aufgaben zählte der Wiederaufbau nach dem Zweiten Weltkrieg; die regionale Presse bezeichnete ihn daher als „Vater des Wiederaufbaus“.
In seiner Amtszeit wurde das Neunkircher Stadtbad, das Rathaus am Oberen Markt und das Städtische Krankenhaus eröffnet. Trotz dieser zum Teil heute noch das Stadtbild von Neunkirchen prägenden Gebäudeeröffnungen und der beginnenden Einbrüche im Neunkircher Bergbau und der Stahlindustrie gilt Franks Amtsperiode als eine ruhige. Neunkirchen wuchs und wurde zur Mittelstadt (im Saarland zu diesem Zeitpunkt 40.000 Einwohner). Die letzten sieben Monate seiner Amtszeit (vom 1. März 1966) vollzog er daher als erster Oberbürgermeister der Stadt. Er wurde am 15. Oktober 1966 in den Ruhestand verabschiedet. 
Am 6. August 1971 starb Josef Frank in Palafrugell, Spanien im Alter von 65 Jahren.